# STS-41
STS-41 e тридесет и шестата мисия на НАСА по програмата Спейс шатъл и единадесети полет на совалката Дискавъри. Основната задача на мисията е извеждането в орбита на космическата сонда Одисей.

## Екипаж
| Пост                    | Астронавт                             |
| ----------------------- | ------------------------------------- |
| Командир                | Ричард Ричардс втори космически полет |
| Пилот                   | Робърт Кабана първи космически полет  |
| Специалист на мисията 1 | Уилям Шепърд втори космически полет   |
| Специалист на мисията 2 | Брюс Мелник първи космически полет    |
| Специалист на мисията 3 | Томас Ейкърс първи космически полет   |

- Броят на полетите е преди и включително тази мисия.

## Полезен товар
Космическата сонда „Одисей“ е съвместен проект на НАСА и Европейската космическа агенция. Предназначението и е изучаване на Слънцето, но не само от плоскостта на екватора (еклиптиката), а и откъм полюсите, а след изпълнението и отправяне по посока на Юпитер. Първоначално стартът е планиран за 1986 г. (мисия STS-61F), но заради катастрофата на „Чалънджър“ и прекратяването на полетите по програмата „Спейс Шатъл“, извеждането му е отложено и осъществено през 1990 г.

## Полетът
При старта на мисията се поставя рекорд за най-голямо тегло при старта на космическа совалка. 6 часа след старта е изведена в самостоятелен полет и космическата сонда. Освен извеждането екипажа участва и в провеждането на няколко научни експеримента с цъфтящи растения и горене в условията на нулева гравитация. По време на полета е заснет и видеофилм с образователна цел за студенти с цел популяризиране на полетите в космоса.
Кацането е осъществено на 10 октомври в Базата на ВВС Едуардс (Edwards Air Force Base) в Калифорния. 6 дни по-късно совалката е транспортирана до Космическия център „Кенеди“ във Флорида.

## Параметри на мисията
- Маса:
  - При старта: 117 749 кг
  - При кацането: 89 298 кг
  - Полезен товар: 28 451 кг
- Перигей: 300 км
- Апогей: 307 км
- Инклинация: 28,5°
- Орбитален период: 90.6 мин

## Галерия
- Подготовка за старт, вляво – Колумбия.
- Стартът от друг ъгъл.
- Сондата след нейното освобождаване от совалката.